# 島根県道265号黒井田安来線
島根県道265号黒井田安来線（しまねけんどう265ごう くろいだやすぎせん）は、島根県安来市を通る一般県道である。

## 概要
安来市島田町から安来市安来町に至る。

### 路線データ
- 起点：安来市島田町（国道9号交点）
- 終点：安来市安来町（島根県道229号安来港線交点）

## 歴史
- 1995年（平成7年）4月4日 - 島根県告示第341号により認定される[1]。

## 地理

### 通過する自治体
- 安来市

### 交差する道路
| 交差する道路           | 交差する場所 | 交差する場所 |
| ---------------------- | ------------ | ------------ |
| 国道9号 国道180号 重複 | 島田町       | 起点         |
| 島根県道229号安来港線  | 安来町       | 終点         |

### 沿線
- 中海
- 十神山（とかみやま） - 尼子十砦の一つ十神山城があった山。有名な民謡「安来節」にも歌われている。
- 安来港